# Корнилов, Дмитрий Владимирович
Дми́трий Влади́мирович Корни́лов (укр. Дмитро Володимирович Корнілов; 1962—2002) — советский и украинский политолог, историк, журналист и общественный деятель.

## Биография
Родился 19 октября 1962 года. После окончания Донецкого государственного университета работал учителем английского языка одной из сельских школ Ясиноватского района Донецкой области.
В 1989 году вместе с Романом Манекиным, Виталием Заблоцким, Игорем Тодоровым, Григорием Немирей, Никитой Мирошниченко, Артуром Дынгесом и др. входил в Учёный совет Донецкого отделения Советской ассоциации молодых историков (в Москве в Совет ассоциации входили Евгений и Михаил Кожокины, Константин Затулин, Сергей Станкевич, Андрей Коротаев, Андраник Мигранян, Сергей Станишев и др.).
В 1989 году стал соорганизатором Интерфронта Донбасса (с 1990 — Интернационального движения Донбасса), возглавлял его как сопредседатель и председатель до 1995 года, затем сдал полномочия С. О. Чепику, оставаясь идейным вдохновителем ИДД.
С 1994 года работал обозревателем в газете «Донецкий Кряж» (основатели: Борис Глотов и Тамара Золотухина), автор ряда работ о Донецко-Криворожской республике, о генезисе украинского национализма, о «фальсификациях Голодомора» и др., ведущий сотрудник «Донецкого кряжа», куратор исторического отдела «Века. Эпохи. Судьбы». В 2001 году вместе с Игорем Гужвой, Александром Тимошенко, Евгением Ясеновым вошёл в редколлегию газеты «Салон Дона и Баса» (главный редактор — Леонид Цодиков). Является автором флага Донецко-Криворожской республики (красно-сине-черный триколор).
Умер 31 января 2002 года. Похоронен на Мушкетовском кладбище Донецка.

## Семья
Брат Владимира Корнилова: Владимир Владимирович Корнилов — политолог, директор Украинского филиала Института стран СНГ.

### Публикации о Дмитрии Корнилове
- Дело Дмитрия Корнилова. Архивировано 2 декабря 2012 года. (Виталий Заблоцкий)
- Мы любили тебя, Дима. Архивировано 2 декабря 2012 года. (Тамара Глотова)
- Искренний человек. Архивировано 2 декабря 2012 года. (Евгений Ясенов)
- Его вспомнят в будущем. Архивировано 2 декабря 2012 года. (Игорь Сычёв)
- Памяти товарища. Архивировано 2 декабря 2012 года. (Владимир Алексеев)
- Он прежде всего любил дело. Архивировано 2 декабря 2012 года. (Игорь Пермяков)
- Дима. Архивировано 2 декабря 2012 года. (Виталий Заблоцкий)
- Год пустоты. (Евгений Ясенов)
- Памяти друга. Архивировано 2 декабря 2012 года. (Олег Измайлов)

### Интердвижение
- ИДД и СССР, или Как создавалось Интердвижение Донбасса. Архивировано 2 декабря 2012 года.

### Статьи Дмитрия Корнилова
- Статьи Дмитрия Корнилова на сайте trinitas.ru.
- Статьи Дмитрия Корнилова на сайте ukrstor.com.
- Статьи Дмитрия Корнилова на сайте infodon.org.ua.
- Сметут ли донецкие олигархи днепропетровских с лица Украины?
- Украина в системе международных отношений. (в соавторстве с Романом Манекиным)
- Д. Корнилов «Отчаянная республика». Дата обращения: 18 октября 2008. Архивировано из оригинала 30 ноября 2012 года.
- Д. Корнилов «Конец УНР».
- Две Украины. Архивировано 2 декабря 2012 года.